# Combat de Carnet
Chouannerie
Le combat de Carnet se déroula en septembre 1796, lors de la Chouannerie.

## Prélude
À la fin du mois de septembre 1795, la colonne normande commandée par Tuffin de La Rouërie et Dauguet « Fleur de Rose » gagne le village de Pincey, près de Carnet et Argouges. Ils y sont rejoints dans la soirée par Toussaint du Breil de Pontbriand lieutenant-colonel dans la division de Vitré, invité par le capitaine Thomas Renou, dit Alexandre. Les Chouans passent la nuit dispersés dans les fermes des environs, lorsque pendant la nuit, à 4 heures du matin, ils sont surpris par une colonne de Républicains venus d'Avranches et Saint-James, estimés à 500 hommes selon Pontbriand.

## Le combat
La plupart prennent la fuite, néanmoins Tuffin de La Rouërie parvient à rallier un cinqutaine d'hommes et en confie le commandement à Dufredo du Plantis, celui-ci contourne les Républicains et les attaque sur le flanc droit. Une partie des Républicains commence à son tour à prendre la fuit, les gardes territoriaux de Saint-Georges-de-Reintembault arrivent en renfort mais prennent la fuite dès le début du combat. Finalement ce qu'il reste de républicains est attaqué de front par Tuffin et Dauguet, sur le flanc gauche par Pontbriand et Renou et à  droite par du Plantis. Une partie prend la fuite du côté de Saint-Georges-de-Reintembault, l'autre, du côté de Pontorson. Tuffin, ne souhaitant pas disperser sa troupe ordonne de cesser la poursuite. Le combat avait duré deux heures, mais fut peu meurtrier, la plupart des combattants étant restés à embusqués. Selon Pontbriand, 28 soldats républicains ont été tués et 6 capturés, qui sont incorporés parmi les Chouans,.